# Alain Larcan
Pour l’article homonyme, voir Larcan.
Alain Larcan, né le 25 février 1931 à Nancy et mort le 10 mai 2012 à Amance (Meurthe-et-Moselle), est un médecin et homme politique français.
Il fut professeur émérite à l'université Henri Poincaré de Nancy, ainsi que membre et président de l'Académie nationale de médecine.

## Biographie
Interne des hôpitaux de Nancy, obstétricien et membre de l'Académie de médecine, Alain Larcan est un pionnier français de la réanimation et de la médecine de catastrophe.
Alain Larcan était une figure lorraine du gaullisme dont il était un des plus fins connaisseurs et historiens. Universitaire de renom et officier général du service de santé, le professeur Larcan a poursuivi ses recherches et ses lectures jusqu'à sa mort.
Il est titulaire d'un doctorat en philosophie. Il a présidé le conseil scientifique de la Fondation Charles-de-Gaulle de 1999 à 2012. Il a été membre du Conseil régional de Lorraine et de l'Académie de Stanislas.

## Œuvres
- De Gaulle inventaire, Éditions Bartillat, 2003 ; nouvelle édition revue et augmentée, Bartillat, 2010
- Introduction du Rôle social de l'officier, d'Hubert Lyautey, réédité aux Éditions Bartillat
- Avec Jean-Jacques Ferrandis, Le service de santé aux armées pendant la première guerre mondiale, LBM, 2008, (ISBN 978-2-9153-4763-0)

## Décorations
- Grand-croix de la Légion d'honneur (8 avril 2012)